# Новокривошиїнське сільське поселення
Новокривоши́їнське сільське поселення (рос. Новокривошеинское сельское поселение) — сільське поселення у складі Кривошиїнського району Томської області Росії.
Адміністративний центр — село Новокривошиїно.
Населення сільського поселення становить 834 особи (2019; 945 у 2010, 1111 у 2002).

## Склад
До складу сільського поселення входять:
| Населений пункт      | Населення, осіб (2002) | Населення, осіб (2010) |
| -------------------- | ---------------------- | ---------------------- |
| Малиновка, село      | 491                    | 366                    |
| Новокривошиїно, село | 620                    | 579                    |